# Iwan Merz
Iwan Merz (ur. 16 grudnia 1896 w Banja Luce, zm. 10 maja 1928 w Zagrzebiu) – chorwacki filozof, błogosławiony Kościoła rzymskokatolickiego.

## Życiorys
Wstąpił do Akademii Wojskowej, jednak opuścił ją po trzech miesiącach i, w 1915 roku rozpoczął studia uniwersyteckie w Wiedniu. Wkrótce powołano go do służby w armii w czasie I wojny światowej. Walczył na froncie włoskim. W 1920 roku wyruszył do Paryża, tam uczęszczał na lekcje na uniwersytecie w Sorbonie. Na uniwersytecie w Zagrzebiu zdobył tytuł doktora na Wydziale Filozofii.
Po wojnie oddał się całkowicie Jezusowi Chrystusowi składając ślub dozgonnej czystości.
Jest autorem wielu dzienników, artykułów, szkiców i rozważań.
Zmarł mając zaledwie 31 lat w opinii świętości.
Relikwie błogosławionego znajdują się w bazylice Najświętszego Serca w Zagrzebiu.
Został beatyfikowany przez papieża Jana Pawła II w dniu 22 czerwca 2003 roku.